# David Guest

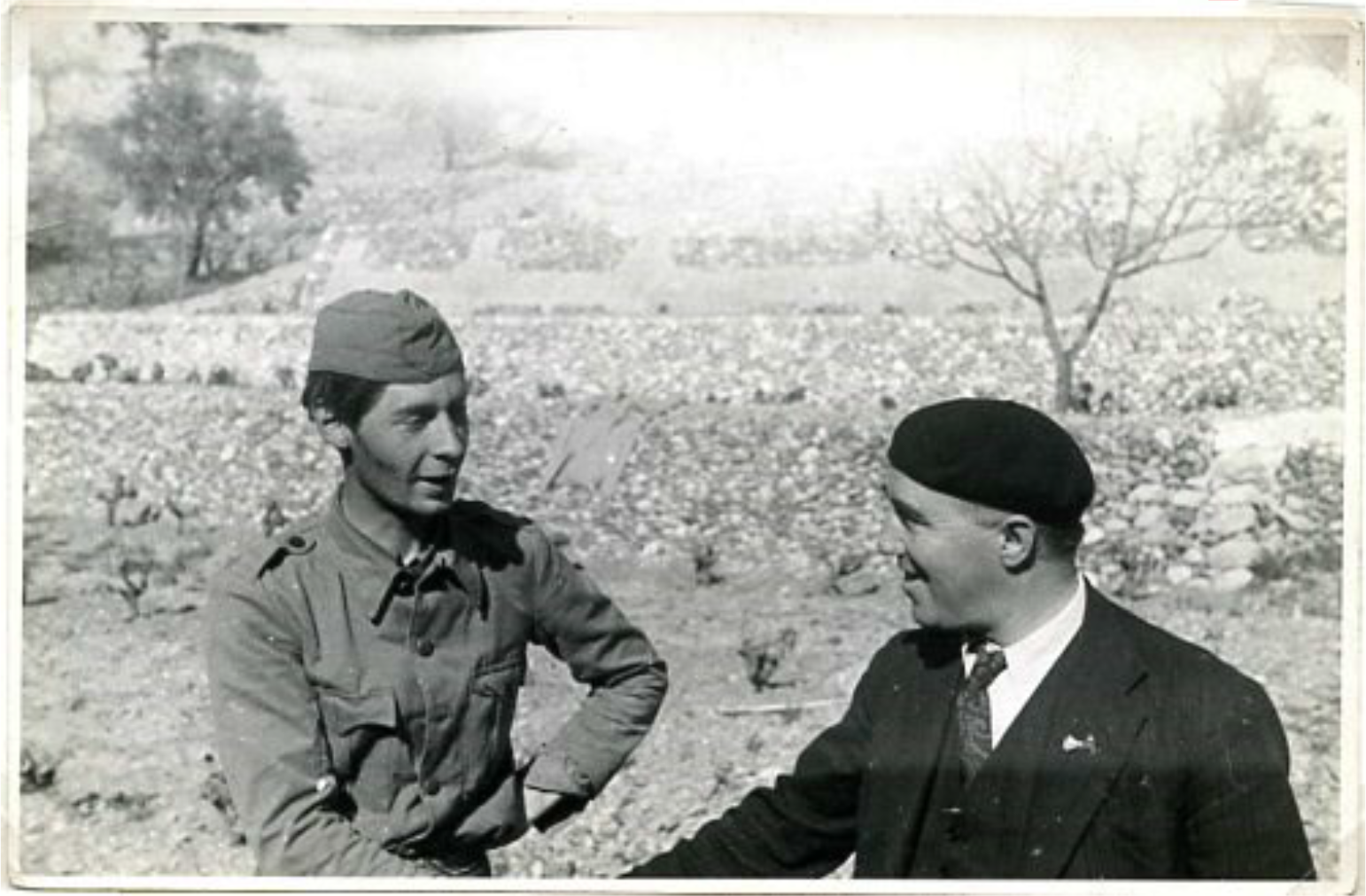
David Guest conoce en España al Secretario General del Partido Comunista de Gran Bretaña Harry Pollitt

David Guest (6 de enero de 1911-Gandesa, España, 28 de julio de 1938) fue un matemático y filósofo británico que luchó con el bando republicano durante la Guerra Civil Española, en la que murió en 1938.

## Biografía
Su padre era Leslie Haden-Guest, escritor, periodista y miembro del Partido Laborista. David se educó en Trinity College, parte de la Universidad de Cambridge. Asimismo, estudió durante un año en la ciudad alemana de Göttingen, donde fue condenado a dos semanas de prisión por llevar a cabo actividades políticas antinazis. A su regreso a Inglaterra, en 1931, se adscribió al Partido Comunista. Dentro de este, formó una célula con miembros como John Cornford, Guy Burgess, Donald Maclean, Victor Kiernan y James Klugmann. Esto permitió a otros, como Maurice Dobb o John Bernal, dar un paso atrás. Se decía que David Guest «se adentraría en Trinity con un un pin con la hoz y el martillo en la solapa del cuello».
Al marchar de Cambridge, trabajó como profesor de matemáticas y también en una escuela secundaria para niños angloparlantes moscovitas. Asimismo, regentó una «librería del pueblo» para el Partido Comunista en Lavender Hill.
En 1938, abandonó su cátedra en la Universidad de Southampton para alistarse en las Brigadas Internacionales y acudir a España a luchar en la Guerra Civil. Describió así su decisión:

Nos adentramos hoy, sin ninguna duda, en un periodo de crisis, cuando ya no sirven los argumentos de los «tiempos normales», cuando se debe tener en cuenta lo que es más útil en cada momento. Es por ello que he aprovechado la oportunidad de ir a España.

Llegó a España el 31 de marzo de 1938 y se unió al Batallón Británico. Este entró en combate en la Batalla del Ebro, que comenzó el 25 de julio de 1938. Un francotirador lo asesinó en Gandesa tres días más tarde, mientras leía el periódico.

## Publicaciones
- A Text Book of Dialectical Materialism (1939)

## Lectura adicional
- Guest, Carmel Hayden (1939) David Guest – A Scientist Fights For Freedom 1911–1938, Lawrence and Wishart.